# 第三巡防艦分艦隊
第三巡防艦分艦隊（3rd Frigate Squadron）是英國皇家海軍於1949年2月至1980年5月的一支分艦隊。 

## 歷史
第三巡防艦分艦隊於1949年成立，並被分配到東印度艦隊，後來分配到遠東艦隊。第三巡防艦分艦隊於1972年被分配至第一區艦隊，由第一區艦隊旗艦司令管理。第三巡防艦分艦隊此後隸屬於第一區艦隊直到1976年4 月。之後被改分配至第二區艦隊直到1980年5月解散。